# Acherkogel
L'Acherkogel est une montagne qui s’élève à 3 007 m d’altitude dans les Alpes de Stubai, en Autriche. C'est le sommet de plus de 3 000 m le plus septentrional du Tyrol. Il domine le village d'Oetz dans la vallée inférieure de la rivière Ötztaler Ache.
À l'ouest, une crête abrupte conduit à l'Achplatte (2 423 m) et à la Habicher Wand (2 176 m), une autre crête continue vers le nord-est jusqu'au Maningkogel (2 894 m). Une autre encore se dirige vers le sud-est vers le Wechnerkogel (2 954 m. Dans l'ensemble, l'Acherkogel a le caractère d'un pic rocheux, il existe seulement quelques névés au nord et à l'est.
Il a été escaladé le 24 août 1881 par Ludwig Purtscheller en parcourant la crête sud-est et sud sur une voie qui n'a pas été utilisée depuis. Son partenaire d'escalade, le chasseur de chamois Franz Schnaiter, est resté derrière la crête sud lorsque l'escalade est devenue très exposée.

## Source de la traduction
- (de) Cet article est partiellement ou en totalité issu de l’article de Wikipédia en allemand intitulé « Acherkogel » (voir la liste des auteurs).